# Mislav Čavajda
Mislav Čavajda (Zagreb, 28. prosinca 1980.) je hrvatski kazališni, televizijski i filmski glumac, plesač, glazbenik i slikar.

## Životopis
Glumom se počinje baviti već sa 6 godina u Dramskom studiju, u klasi Zvjezdane Ladike, gdje ostaje 13 godina. Akademiju dramske umjetnosti u Zagrebu upisuje 2000. godine. Popularnost stekao ulogom u prvoj hrvatskoj telenoveli Villa Maria. Često se pojavljuje u televizijskim serijama, a nešto rjeđe na filmu. U kazalištu radio s redateljima kao što su Oliver Frljić, Branko Brezovec, Goran Sergej Pristaš, Senka Bulić, Anica Tomić itd. Bio je član ansambla Hrvatske drame HNK Ivana pl. Zajca do 2006. godine. Od 2016. godine član ansambla drame HNK Zagreb.

## Filmografija

### Televizijske uloge
- "Veliki odmor" (2000.)
- "Villa Maria" kao Ivan Jurak (2004. – 2005.)
- "Naša mala klinika" kao Svjetlan (2006.)
- "Balkan Inc." kao Zvonko (2006.)
- "Mamutica" kao forenzičar Matko (2009. – 2010.)
- "Stella" kao Mario Braut (2013.)
- "Kud puklo da puklo" kao Denis Osvaldić (2014. – 2015.)
- "Patrola na cesti" kao inspektor #2 (2015.)
- "Supertalent" kao član žirija (2016.)
- "Počivali u miru" kao Bajči (2017.)
- "TIN: 30 godina putovanja" kao pripovjedač (2017.)
- "Ko te šiša" kao instruktor (2017.)
- "Uspjeh" kao radnik Luje Kralja (2019.)
- "Drugo ime ljubavi" kao Ivan Batinić (2019. – 2020.)
- "San snova" kao Mislav Pavlek (2023.)

### Filmske uloge
- "Reality" kao vjernik (2008.)
- "Anton Čehov: Duel" kao Kirilin (2010.)
- "Jenny te voli" kao Jurica (2010.)
- "Zagrebačke priče Vol. 2" kao Martin (segment "Od danas do sutra") (2012.)
- "Waking Things" (2012.)
- "Jednom davno u zimskoj noći" (2012.)
- "Šegrt Hlapić" kao kamenar (2013.)
- "Vjetar puše kako hoće" kao Ivan (2014.)
- "Zajedno" kao Goran (2014.)
- "Marica" kao Janko (2017.)
- "Dom" (2018.)
- "Do kraja smrti" kao ljubavnik (2018.)
- "Više ne znam ko smo mi" kao Viktor (2019.)
- "Tri zime" kao susjed Marko Horvat (2019.) - TV-kazališna predstava
- "Čuvaj me s leđa 2" kao Interpolov agent (2021.)
- "Murina" kao Albertini (2021.)

## Vanjske poveznice
- Mislav Čavajda u internetskoj bazi filmova IMDb-u (engl.)
- Stranica na HNK-Zajc.hr[neaktivna poveznica]